# Adrián Sáez
Pour les articles homonymes, voir Sáez.
Adrián Sáez de Arregi Egurrola est un coureur cycliste espagnol né le 17 mars 1986 à Araia. Il est professionnel de 2010 à 2013.

## Palmarès
- 2006
  - 2e du Mémorial Etxaniz
- 2007
  - Mémorial Cirilo Zunzarren
  - 1re étape de la Bizkaiko Bira (es)
  - 3e de la Subida a Gorla
  - 3e de la Cursa Ciclista del Llobregat
- 2009
  - Premio Lakuntza
  - 3e du Mémorial José María Anza
  - 3e de la Prueba Alsasua
- 2011
  - 3e du Cinturó de l'Empordà

## Résultats sur les grands tours

### Tour d'Italie
1 participation
- 2012 : 156e

## Classements mondiaux
| Année           | 2011 |
| --------------- | ---- |
| UCI Europe Tour | 507e |